# Calyptraeus
Calyptraeus is een geslacht van rechtvleugeligen uit de familie doornsprinkhanen (Tetrigidae). De wetenschappelijke naam van dit geslacht is voor het eerst geldig gepubliceerd in 2001 door Wang.

## Soorten
Het geslacht Calyptraeus  is monotypisch en omvat slechts de volgende soort:
- Calyptraeus menglaensis (Wang, 2001)